# Taxus wallichiana
Taxus wallichiana är en barrväxtart som beskrevs av Joseph Gerhard Zuccarini. Taxus wallichiana ingår i släktet idegranar, och familjen idegransväxter. Inga underarter finns listade i Catalogue of Life.
Arten har ett större utbredningsområde i södra Asien. Den hittas i Kina i provinserna Tibet, Yunnan och Sichuan, i Indien i delstaterna Uttar Pradesh, Arunachal Pradesh, Sikkim och Assam, i Bhutan, i Myanmar, i Nepal, i Pakistan, i Vietnam, på de indonesiska öarna Sumatra och Sulawesi samt i Filippinerna. Förekomsten i Thailand och Laos saknar bekräftelse. Taxus wallichiana ingår i blandskogar eller i barrskogar som ett mindre träd eller som buske. Den växer i låga och höga bergstrakter mellan 900 och 3700 meter över havet.
På fastlandet domineras skogarna där arten ingår av träd från eksläktet, ädelgranssläktet och gransläktet. I Vietnam hittas även barrträd som Cephalotaxus mannii, Dacrycarpus imbricatus, Keteleeria evelyniana, Nageia wallichiana och Podocarpus neriifolius i samma skogar.
För artens trä finns olika användningsområdet, till exempel för dörrar eller som skaft för knivar. Extrakt från barken brukas som botemedel mot cancer och sav från andra delar används i den traditionella kinesiska medicinen. Förutom arillusfrukten är hela växten giftig och därför används endast frukten för sylt. Getter kan däremot uthärda giftet i barren och ibland används barren som foder.
Arten kan lätt förväxlas med den europeiska idegranen (Taxus baccata) och med Taxus contorta. Den är sällsynt i botaniska trädgårdar utanför utbredningsområdet.
Det intensiva bruket av arten medförde en markant minskning av beståndet. Enligt uppskattningar minskade hela populationen med 50 procent eller mer under tre generationer (räknad från 2011). I några stater går minskningen upp till 90 procent. IUCN kategoriserar arten globalt som starkt hotad.